# 司徒姓
司徒姓，為漢姓複姓，其源自中國古代官名司徒。
司徒姓是一個稀有的姓氏，但在不少地方也有分佈，根據《司徒氏宗族研究》（廣東人民出版社2000年出版）一書，司徒姓在香港、廣東省廣州市、江門、開平、浙江省宁波市，海外如臺灣、泰國、馬來西亞 、新加坡、美國、加拿大、紐西蘭、澳洲等國家也有分佈。司徒姓人口大約是四萬九千人。（ 資料來源：《 司徒氏宗族硏究》， 司徒氏圖書館資料，中國大陸公安部資料 ）

## 起源
1. 源於帝舜後代的一支。
2. 源於春秋時代衞國大夫夏戊的兒子期任司徒之官，其後代以官職為氏。
3. 来自于子姓，出自殷商末期大夫墨狄，属于以先祖官职称谓为氏。

## 延伸阅读
[在维基数据编辑]
 《百家姓》
 《欽定古今圖書集成·明倫彙編·氏族典·司徒姓部》，出自陈梦雷《古今圖書集成》